# Гильхен
Гильхен (Хильхен, нем. Hilchen) — дворянский род.
Род берет начало от Давида Гильхена (1561—1610), еврея по происхождению, уроженца и обер-секретаря города Риги.
Он был возведён в 1591 году в дворянское достоинство королевства Польского. Его потомство внесено в матрикул лифляндского дворянства и в родословные книги Гродненской и Подольской губерний.

## Описание герба
В поле червоном три копья золотых в виде звезды, среднее прямое острием вниз, а боковые накрест перекрещены, остриями вверх. Над шлемом в короне хвост павлиний .